# Viliami Vaki
Viliami Vaki (27 d'abril de 1976 a Vavau, Tonga) és un jugador de rugbi a 15, que juga amb l'equip de Tonga des de 2001 al 2008, evolucionant en segona línia. Ha jugat en el Top 14 amb l'USAP.